# Manfred Pohlschmidt
Manfred Pohlschmidt (27 agosto 1940) è un ex calciatore tedesco, di ruolo attaccante.